# Besana in Brianza

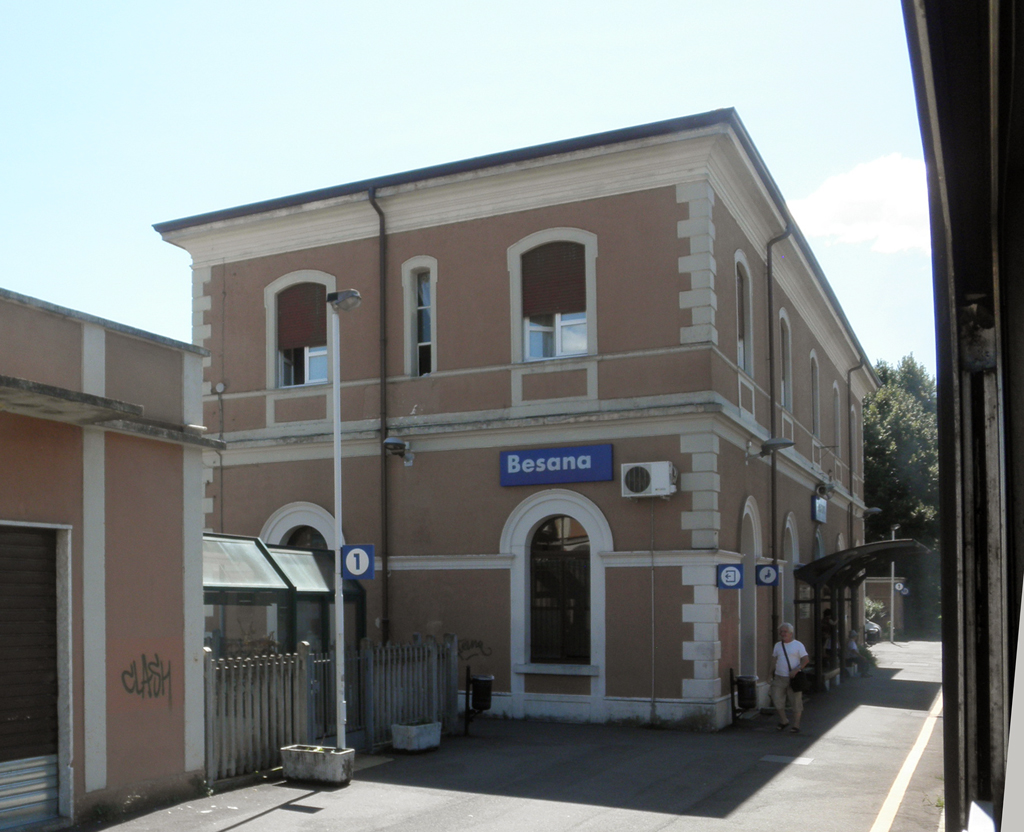
Station van Besana

Besana in Brianza is een gemeente in de Italiaanse provincie Monza e Brianza (regio Lombardije) en telt 14.585 inwoners (31-12-2004). De oppervlakte bedraagt 15,8 km², de bevolkingsdichtheid is 941 inwoners per km².
De volgende frazioni maken deel uit van de gemeente: Visconta, Cazzano, Vergo, Zoccorino, Valle Guidino, Villa Raverio, Calò, Montesiro, Brugora.

## Demografie
Besana in Brianza telt ongeveer 5606 huishoudens. Het aantal inwoners steeg in de periode 1991-2001 met 14,9% volgens cijfers uit de tienjaarlijkse volkstellingen van ISTAT.
| Jaar | Inwoneraantal |
| ---- | ------------- |
| 1991 | 12.338        |
| 2001 | 14.177        |

## Geografie
De gemeente ligt op ongeveer 336 m boven zeeniveau.
Besana in Brianza grenst aan de volgende gemeenten: Briosco, Renate, Monticello Brianza (LC), Casatenovo (LC), Carate Brianza, Triuggio, Correzzana.

## Geboren
- Demetrio Albertini (23 augustus 1971), voetballer
- Cristina Tonetti (6 juli 2002), wielrenster